# Auksochromy
Auksochromy – grupy funkcyjne zmieniające barwę chromogenów oraz jej intensywność poprzez oddziaływanie z grupami chromoforowymi. Koncepcja teorii koloru obejmująca chromofory i auksochromy została zaproponowana w 1875 lub 1876 r. przez Ottona Witta. IUPAC uznaje ten termin za przestarzały.
Auksochromy zazwyczaj są grupami donującymi elektrony do chromoforu (który jest zazwyczaj grupą wyciągającą elektrony). Dysponują one wolnymi parami elektronowymi, które uwspólniają z chromoforem. Prowadzi to do pogłębienia barwy (w wyniku wzrostu molowego współczynnika absorpcji) i przesunięcia maksimum absorpcji światła, zazwyczaj w kierunku fal dłuższych (efekt batochromowy), choć niektóre grupy auksochromowe wywołują odwrotny efekt hipsochromowy.
Auksochromy o charakterze jonowym, tzw. koligatory, dzielą się na kwasowe, np. −SO
3H,  −COOH i −OH, oraz zasadowe, np. −NH
2 i −N(CH
3)
2. Auksochromy niejonowe to np. −I, −Br, −Cl, −OC(O)CH
3, −NHC(O)CH
3 i −OAr. 
Koligatory, oprócz wpływu na barwę, odpowiadają za interakcję barwnika z podłożem, np. włóknem. Ponadto auksochromy są często wykorzystywane do zmiany rozpuszczalności barwnika.

Azobenzen

Przykładem wpływu auksochromu na barwę może być azobenzen o słabym zabarwieniu i λmaks = 320 nm (ultrafiolet), które jest wynikiem obecności chromoforu – grupy diazowej −N=N−, tworzącej układ sprzężonych wiązań wielokrotnych z pierścieniami benzenowymi. Wprowadzenie do jednego z pierścieni auksochromowej grupy aminowej w pozycji para wywołuje znaczący efekt batochromowy i uzyskane związki mają intensywny żółty kolor, którego odcień zależy od zdolności danej grupy aminowej do uwalniania elektronów: −NH
2 – λmaks = 385 nm, −N(CH
3)
2 – λmaks = 407 nm, −N(CH
2CH
3)
2 – λmaks = 415 nm. Słabszy auksochrom  w pozycji para – grupa hydroksylowa – powoduje mniejszy efekt batochromowy: λmaks = 347 nm.
| |
| |
| Porównanie materiału zabarwionego indygiem (po lewej) i 6,6'-dibromoindigiem (po prawej, główny składnik purpury tyryjskiej). Przyczyną zmiany barwy z niebieskiej na fioletową jest efekt hipsochromowy |

Po wprowadzeniu dwóch atomów halogenu do cząsteczki indyga (λmaks = 600 nm) w pozycjach 6 i 6' obserwowany jest natomiast efekt hipsochromowy – przesunięcie maksimum absorpcji światła w kierunku fal krótszych. Jest on tym silniejszy, im silniejsza jest elektroujemność podstawników: 6,6'-dibromoindigo: λmaks = 583 nm, 6,6'-dichloroindigo: λmaks = 579 nm, 6,6'-difluoroindigo: λmaks = 525 nm.